# Молодотурки (США)
Молодотурки — відкольницька група політиків у Республіканській партії США початку 1960-х років. Група, що головно складалась із конгресменів, розчарованих у курсі Республіканської партії, співпрацювала з системою задля призначення своїх однопартійців на чільні позиції з метою перебрання контролю над партією. Традиційні республіканці вважали молодотурків «бунтівниками». Джеральд Р. Форд, в майбутньому президент США, просувався в політиці саме як молодотурок.